# Gore-Tex

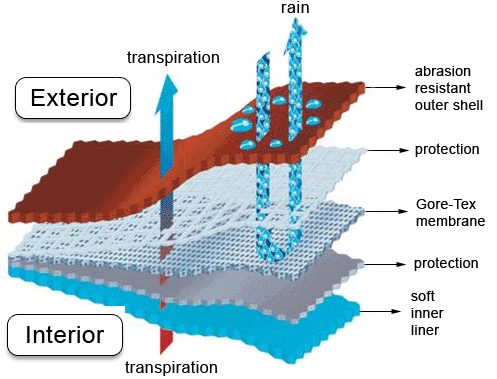
Het lagensysteem van Gore-Tex

Gore-Tex (GTX) is een waterdichte, ademende stof van ePTFE, d.w.z. van geëxpandeerd teflon (een synthetisch polymeer behorend tot de PFAS-verbindingen). Gore-Tex kan op textiel worden gelamineerd en vormt een membraan dat water in vloeibare vorm tegenhoudt, maar waterdamp doorlaat. De mate waarin dit gebeurt, hangt af van het type Gore-Tex. De stof werd in 1969 bij toeval ontdekt door Bob Gore. De stof en de patenten daarvoor zijn ondergebracht in het bedrijf W.L. Gore & Associates, een Amerikaans bedrijf dat in 1958 werd opgericht.

## Geschiedenis
De ontdekking van Gore-Tex was bij toeval. Gore’s vader Bill vroeg Bob om een nieuw soort loodgieterstape te maken. Zij maakten daarvoor gebruik van PTFE (PolyTetraFluorEtheen) oftewel Teflon. Deze kunststof werd eerder gebruikt om elektronica te isoleren. Bob ontdekte dat een verhitte strook PTFE uitrekte tot acht keer de oorspronkelijke lengte. De opgerekte folie van PTFE brak niet, bleek poreus en vormde een sterk materiaal. Dit materiaal staat tegenwoordig bekend als Gore-Tex. 
Gore-Tex laat O2 door, maar CO2 en N2 niet. Het is daardoor ademend/winddoorlatend voor 21% van de lucht en toch waterdicht. Regenwater en mist-aanslag worden buiten gehouden zonder dat de kleding gaat broeien. Het materiaal wordt vooral toegepast bij de productie van warme, waterdichte en ademende kleding, zoals regen-, motor- en zeilkleding. Merken zoals The North Face maken gebruik van Gore-Tex voor hun jassen.
Een ander materiaal dat het bedrijf heeft uitgebracht is Windstopper. Dit materiaal is niet waterdicht maar wel ademend, en wordt daarom voor de productie van thermisch ondergoed en het winddicht maken van fleecekleding gebruikt.
Het vochtdoorlatend vermogen van Gore-tex en Windstopper kent wel grenzen: als de drager door inspanning veel zweet, kan niet alle vocht afgevoerd worden en wordt de drager hierdoor alsnog nat. Het vocht aan de binnenzijde van de kleding veroorzaakt echter geen afkoeling omdat het niet verdampt.

## Voetnoten
1. ↑  Les membranes et enductions imper-respirantes. www.randonner-leger.org. Geraadpleegd op 11 juli 2025.